# A6 Marruecos
La Mediterránea o A6 es una autopista marroquí que tiene su inicio en Tetuán y termina como autopista única en Castillejos, localidad aneja a la frontera española con Ceuta.

## Tramos
| Denominación | Tramo                         | Estado (2014)      | Kilómetros |
| ------------ | ----------------------------- | ------------------ | ---------- |
| A6           | Tetuán - Rincón (M'diq)       | En servicio (2007) | 14         |
| A6           | Rincón - Castillejos (Fnideq) | En servicio (2008) | 14         |

## Salidas A6
| A 6 Autopista A6 Tetuán - Castillejos |                  |      |      |
| Elemento                              | Nombre de Salida | ↓km↓ | ↑km↑ |
|                                       | Tetuán Norte     |      | +1   |
|                                       | Rincón           |      | +14  |
|                                       | Peaje de Smir    |      | +18  |
|                                       | Smir             |      | +19  |
|                                       | Castillejos      |      | +28  |